# Kill Em with Kindness
"Kill Em with Kindness" é uma canção da artista musical estadunidense Selena Gomez, contida em seu segundo álbum de estúdio Revival (2015). Foi composta pela própria em conjunto com Dave Audé, Benny Blanco, Antonina Armato e Tim James — com os dois últimos encarregando-se da produção sob o nome artístico Rock Mafia e R3drum servindo como produtor adicional. O seu lançamento como o quarto e último single do produto ocorreu em 3 de maio de 2016, através da Interscope Records.

## Faixas e formatos
| Download digital |                         |         |  |
| N.º              | Título                  | Duração |  |
| 1.               | "Kill Em with Kindness" | 3:37    |  |

## Desempenho nas tabelas musicais

### Posições
| Tabela musical (2015-16)                               | Melhor posição |
| ------------------------------------------------------ | -------------- |
| Alemanha (Media Control Charts)                        | 43             |
| Austrália (ARIA Charts)                                | 33             |
| Áustria (Ö3 Austria Top 40)                            | 32             |
| Bélgica (Ultratip de Flandres)                         | 20             |
| Bélgica (Ultratip da Valônia)                          | 2              |
| Canadá (Canadian Hot 100)                              | 14             |
| Dinamarca (Tracklisten)                                | 35             |
| Escócia (The Official Charts Company)                  | 23             |
| Eslováquia (IFPI Slovenská Republika)                  | 49             |
| Estados Unidos (Billboard Hot 100)                     | 39             |
| Estados Unidos (Pop Songs)                             | 15             |
| França (Syndicat National de l'Édition Phonographique) | 147            |
| Hungria (Magyar Hanglemezkiadók Szövetsége)            | 7              |
| Irlanda (Irish Recorded Music Association)             | 28             |
| Itália (Federazione Industria Musicale Italiana)       | 37             |
| Líbano (The Official Lebanese Top 20)                  | 14             |
| Nova Zelândia (NZ Top 40 Singles)                      | 28             |
| Países Baixos (MegaCharts)                             | 36             |
| Polônia (Związek Producentów Audio Video)              | 16             |
| Reino Unido (UK Singles Chart)                         | 35             |
| Chéquia (IFPI Česká Republika)                         | 56             |
| Suécia (Sverigetopplistan)                             | 51             |
| Suíça (Schweizer Hitparade)                            | 18             |

### Certificações
| País (Empresa)        | Certificação |
| --------------------- | ------------ |
| Estados Unidos (RIAA) | Platina      |
| Itália (FIMI)         | 2× Platina   |

## Créditos
Todo o processo de elaboração de "Kill Em with Kindness" atribui os seguintes créditos:
Gravação e publicação
- Gravada em 2015 nos Rock Mafia Studios (Los Angeles, Califórnia)
- Mixada nos MixStar Studios (Virginia Beach, Virginia)
- Masterizada nos Sterling Sound (Nova Iorque)
- Publicada pelas seguintes empresas: Antonina Songs (ASCAP), Akashic Field Music (BMI) — administradas pela Downtown Music Publishing, LLC —, Superstar Maker Music (BMI), Please Don't Forget to Pay Me — administrada pela Universal Music Publishing — e Good Fellowship Publishing (ASCAP)

Produção